# Stockholms inlopp
Stockholms inlopp är den inofficiella benämningen för ett vattenområde i Stockholms län. Stockholms inlopp är sedan medeltiden den huvudsakliga farleden från Östersjön till Stockholms hamnar. Den äldsta medeltida hamnen var Koggbron, föregångare till dagens Skeppsbron.
| "Solnedgång över Stockholms inlopp", målning av Jacob Hägg, 1916 |  | Ostindiefararen Götheborg på Stockholms inlopp, vy från Nacka strand, juni 2010. |
| "Solnedgång över Stockholms inlopp", målning av Jacob Hägg, 1916 |  | Ostindiefararen Götheborg på Stockholms inlopp, vy från Nacka strand, juni 2010. |

I en vidare definition börjar Stockholms inlopp ungefär i höjd med Elfvik på Lidingö i öst och slutar i Stockholms ström utanför Gamla stan  i väst. Ibland definieras Stockholms inlopps östra gräns i höjd med Blockhusuddens fyr. En stor del av Stockholms inlopp utgörs av Saltsjön. Längs farleden finns bland annat Fjäderholmarna, Nacka strand, Kvarnholmen, Södra Djurgården, Katarinaberget samt Beckholmen, Kastellholmen och Skeppsholmen. Farleden med omgivande stränder är av kulturhistoriskt värde.
I samband med diskussionerna kring Nya Slussen kritiserade bland annat Stockholms Socialdemokrater med Carin Jämtin  att delar av den planerade bebyggelsen skulle skymma den vackra vyn över Stockholms inlopp.